# Seebach (Rhein)
Der Seebach ist ein linker Nebenbach des Rheins in Rheinhessen. Er entspringt als artesische Quelle in Westhofen, fließt durch Osthofen und mündet nach rund zehn Kilometern nördlich von Rheindürkheim, einem nördlichen Stadtteil von Worms, in den Oberrhein. Über den ihm schon nach 700 Metern Fließstrecke zufließenden Altbach, der auf Karten teilweise ebenfalls  als Seebach eingezeichnet ist, und dessen Zuflüsse beträgt seine Länge bis zu 18,1 km. Der namentliche Altbach entsteht durch einen Zusammenfluss in Gundersheim und durchfließt einen ehemaligen Stausee. Er trieb im Mittelalter zahlreiche Mühlen an, deren erste in Westhofen noch ein Mühlrad besitzt.
Der Seebach ist neben dem sich südlich anschließenden Grailsbach sowie den noch weiter südlichen Unterläufen von Pfrimm und Eisbach einer der vier Hauptbäche des Wonnegauer Hügellandes im Wonnegau, das dem deutlich höheren Alzeyer Hügelland östlich vorgelagert ist und den flachwelligsten Teil des Rheinhessischen Tafel- und Hügellandes darstellt, jedoch die Rheinebene merklich überragt.

## Gewässerstationierung
Die Seebach-GKZ 23936 wurde von den zuständigen Ämtern in Rheinland-Pfalz für den längsten Gewässerstrang im Flusssystem des Seebachs vergeben, ohne historische Namensgebungen und Abflussmengen nennenswert zu berücksichtigen. Namentlich bestehen diese 18,1 km aus:
- 3,11 km Flomborn (aus Flomborn kommender Bach, der auf Karten nicht namentlich bezeichnet ist) bis zu dessen Einmündung in den aus Eppelsheim kommenden  Böllenbach[1]
- 0,69 km Böllenbach, bis dieser sich dann mit dem aus Ober-Flörsheim kommenden Wäschbach zum Altbach vereinigt
- 5,03 km Altbach, bis der namentliche Seebach-Quellbach zufließt
- 9,27 km Seebach

## Flusssystem und Zuflüsse
Vom Einzugsgebiet her wäre der Böllenbach der Hauptquelllauf des Seebach-Systems. Folgende Bäche fließen ihm bis zur Mündung in den Rhein zu (zum Teil sind die Werte wie angegeben kumuliert):
| Name                                 | Seite    | Länge [km] | EZG [km²] | Mündung auf km | Mündungsort                       | GKZ       |
| ------------------------------------ | -------- | ---------- | --------- | -------------- | --------------------------------- | --------- |
| Böllenbach-Oberlauf                  | links    | 1,83       | 10,70     | 3,11           |                                   | 23936-    |
| Flomborn                             | rechts   | 3,11       | 6,55      | 3,11           | 2393619                           | 23936-    |
| Blödesheimer Bach                    | links    | 2,95       | 6,55      | 3,47           | nordwestlich Gundersheims         | 23936-4   |
| Böllenbach gesamt                    | links    | 2,52       | 24,08     | 3,80           | unmittelbar westlich Gundersheims | 23936-5   |
| Wäschbach                            | rechts   | 3,21       | 17,07     | 3,80           | unmittelbar westlich Gundersheims | 23936-6   |
| Altbach (namentlich)                 | entfällt | 5,03       | 52,47     | 8.83           | Westhofen                         | 23936-991 |
| Seebach-Quelllauf (Seebacher Graben) | links    | 0,70       | 0,80      | 8,83           | Westhofen                         | 23936-992 |